# Gonzalo Falcón
Gonzalo Falcón, vollständiger Name Gonzalo Adrián Falcón Vitancour, (* 16. November 1996 in Montevideo) ist ein uruguayischer Fußballspieler.

## Karriere
Der 1,90 Meter große Torhüter Falcón gehörte seit 2010 der Nachwuchsabteilung von Juventud an. Bereits seit der Apertura 2014 stand er im Kader der Profimannschaft des Vereins aus Las Piedras und debütierte für diese am 10. April 2016 in der Primera División, als er von Trainer Jorge Giordano am 8. Spieltag der Clausura beim 0:0-Unentschieden gegen den River Plate Montevideo in die Startelf beordert wurde. Insgesamt bestritt er in der Spielzeit 2015/16 diese eine Erstligapartie. Während der Saison 2016 kam er zweimal in der Liga zum Einsatz.